# Нібибіломох
Нібибіломох (Paraleucobryum) — рід мохів родини дікранових.
Вперше цей рід був описаний Секстом Отто Ліндбергом.
Рід має майже космополітичне поширення.
Рід містить 3 види.

## Біоморфологічна характеристика
Рослини схожі на види Dicranum і утворюють щільні чи ні, від білувато-зелених до жовтувато-зелених або сіро-зелених, блискучі подушки або галявини, мають висоту до 4 сантиметрів, прямовисні та прості чи розгалужені. Листки прямі або серпуваті, розширені від ланцетної основи до довгого трубчастого шила, з широким ребром, плоскими або злегка загнутими краями листків і чітко диференційованими, більш-менш роздутими клітинами крила листка. Вертикальна, пряма або злегка вигнута і циліндрична спорова капсула має довгу кришку з дзьобом. Мох дводомний.